# Kevin Riascos
Kevin Riascos (Barranquilla, Atlántico, Colombia, 21 de junio de 1995) es un futbolista colombiano. Juega como defensa central y actualmente es jugador libre.

## Clubes
| Club                   | País           | Año         |
| ---------------------- | -------------- | ----------- |
| Club Llaneros          | Colombia       | 2014        |
| Montes Claros          | Brasil         | 2015        |
| Uniautonoma            | Colombia       | 2015        |
| Barranquilla F.C.      | Colombia       | 2017        |
| F.C. Arizona           | Estados Unidos | 2018        |
| Golden State Force     | Estados Unidos | 2018        |
| Jaguares de Córdoba    | Colombia       | 2019 - 2020 |
| Patriotas Boyacá       | Colombia       | 2021        |
| Charlotte Independence | Estados Unidos | 2021        |
| Deportivo Pasto        | Colombia       | 2022        |
| Deportivo Cali         | Colombia       | 2023        |
| Jaguares de Córdoba    | Colombia       | 2024        |